# Jean Suau (peintre)
Pour les articles homonymes, voir Suau (homonymie).
Jean Suau, né à Toulouse le 23 février 1755 et mort dans cette même ville le 9 novembre 1841, est un peintre d'histoire français. Il est le père du peintre Pierre-Théodore Suau.

## Biographie

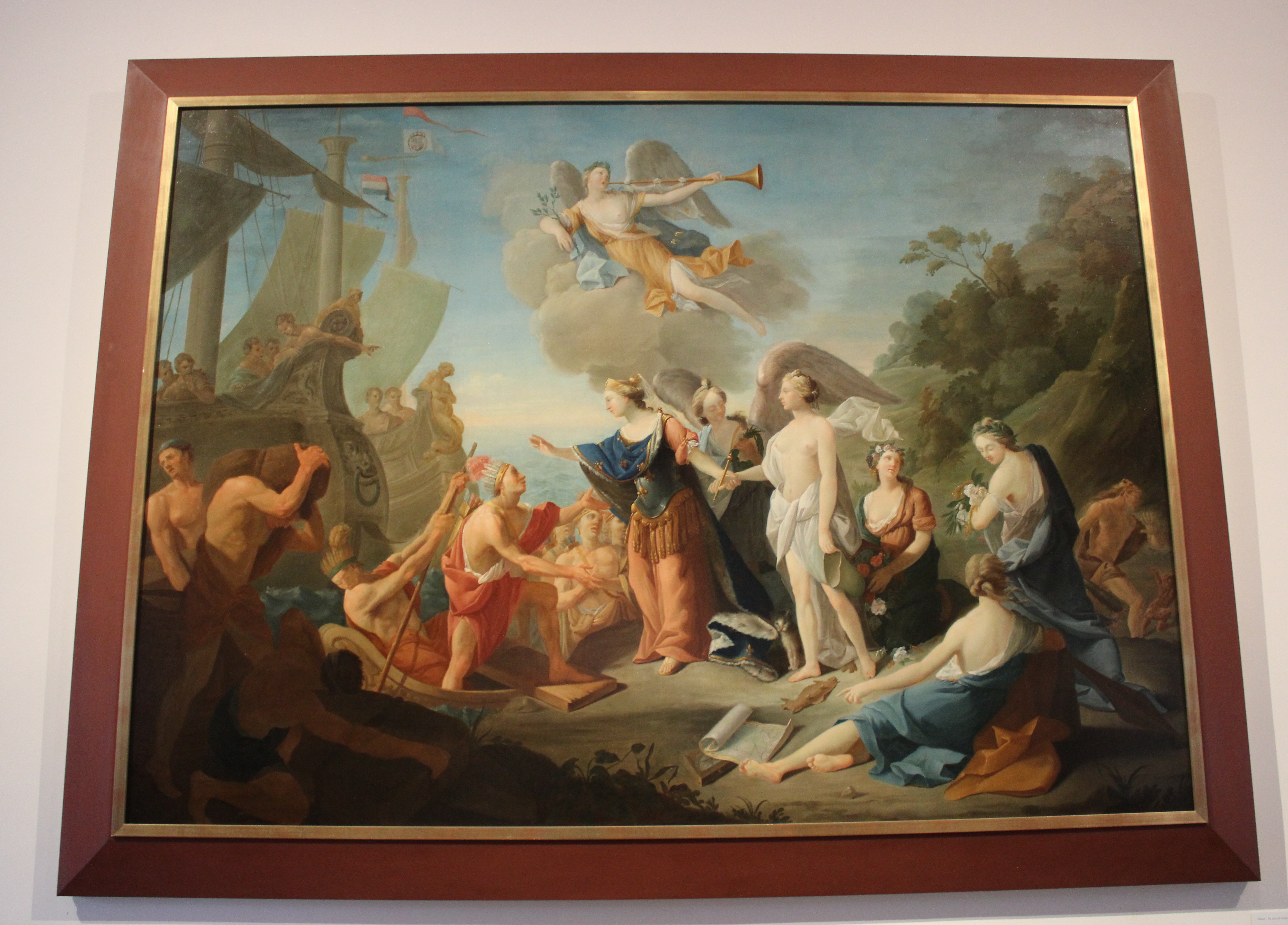
Jean Suau - Allégorie de la France libérant l'Amérique - Musée franco-américain de Blérancourt.

Jean Suau fut l'élève du peintre Pierre Rivalz, dit le « chevalier Rivalz », fils d'Antoine Rivalz. Il obtint le grand prix de l'Académie royale de peinture, sculpture et architecture de Toulouse en 1784 pour une allégorie de la liberté rendue par Louis XVI aux États-Unis : La France offrant la liberté à l'Amérique.
Ses tableaux ont été admis aux diverses expositions du Capitole à Toulouse, à celles du Louvre, et bon nombre se trouve dans divers édifices religieux du département de Haute-Garonne et des départements environnants. Il a obtenu deux médailles d’argent en 1771 et 1775 et quatre médailles d’or en 1777, 1778, 1781 et 1784.
Jean Suau fut membre et professeur de l'Académie royale de peinture, sculpture et architecture de Toulouse, professeur à l'École spéciale des beaux-arts de cette même ville, professeur à l’École centrale de Haute-Garonne, et, lorsque les académies furent supprimées, resta longtemps seul chargé de l’enseignement des beaux-arts à Toulouse. Il eut comme élève Jean-Auguste-Dominique Ingres, entré à l'académie de peinture de Toulouse en 1791. Il fut nommé chevalier de la Légion d'honneur le 1er mai 1833.

## Élèves
Philippe Peyrane, 1780-1865.

## Œuvres
Parmi ses nombreuses peintures : 
- Moïse frappant le rocher
- La Vierge aux anges
- Saint Jean dans le désert
- Saint Jean baptisant Jésus-Christ
- La Conversion de Saint Paul
- Le Christ, la Vierge et Saint  Jean
- Saint Jean sur les rives du Jourdain
- Saint Michel terrassant le démon
- Le Cachot, le Tombeau et le Fantôme
- La Charité romaine, et bien d'autres tableaux religieux ainsi que des  portraits.
- Allégorie de la France libérant l'Amérique, musée franco-américain de Blérancourt

Il est également l'auteur de dessins au bistre et à la sépia :
- La Chute des Titans
- Le Massacre des enfants de Niobé
- Héraclès assommant le brigand Cacus
- Lychas précipité dans la mer par Héraclès.

## Hommage
La rue Jean-Suau à Toulouse, à proximité de l'immeuble où il vécut, lui rend hommage.